# Koča Luigi Zacchi
Koča Luigi Zacchi (italijansko Rifugio Luigi Zacchi, 1380 m) je planinska postojanka v zahodnem italijanskem delu Julijskih Alp. Nahaja se v zgornjem delu doline Mangartskih jezer na ravnici v vznožju zahodne stene Viske Ponce. Koča je izhodišče za pristope z italijanske strani na vrhove v verigi Ponc. Današnja koča, ki je bila postavljena leta 1932, stoji na mestu nekdanje koče Capanne Piemonte. Odprta je v poletnih mesecih, ima pa tudi zimsko sobo.

## Dostop
- Iz naselja Pod Klancem (Villa Alta), ki leži ob glavni cesti Rateče - Trbiž, po asfaltni cesti v Mangartsko dolino, do Mangartskih jezer, 4 km. Od tu naprej pri kažipotu levo v gozd do hudournika, kjer pot zavije proti vzhodu navkreber in nadaljuje po kolovozu do koče. Od zgornjega jezera 1 uro.
- Iz Rateč se približno 300 m za mejnim prehodom med Slovenijo in Italijo pri prvi skupini hiš odcepi pot od cete Rateče - Trbiž in pelje na levo proti jugu, ter kmalu pride do bivše železniške postaje z napisom Fusine Laghi. Poti sledimo vzdolž »železnice«, nato gremo desno prek travnikov do samotne kmetije in v gozd. Kmalu nato se na levo odcepi širok kolovoz. Po kolovozu zložno navkreber do roba grape, po kateri odteka voda iz Mangartskih jezer. Nato čez strmo škarpo navzdol do asfaltne ceste, ki pripelje iz naselja Pod Klancem, in po njej do bližnjih jezer. Iz Rateč do zgornjega jezera 1 uro 15 min. Dalje kot pod točko 1).